# Piotr Kuleta
Piotr Kuleta (Chrzanów, 27 de junio de 1989) es un deportista polaco que compite en piragüismo en la modalidad de aguas tranquilas. Ganó dos medallas en el Campeonato Mundial de Piragüismo, plata en 2017 y bronce en 2015 y una medalla de oro en el Campeonato Europeo de Piragüismo de 2017.

## Palmarés internacional
| Campeonato Mundial | Campeonato Mundial       | Campeonato Mundial | Campeonato Mundial |
| Año                | Lugar                    | Medalla            | Competición        |
| ------------------ | ------------------------ | ------------------ | ------------------ |
| 2015               | Milán (Italia)           | Medalla de bronce  | C2 1000 m          |
| 2017               | Račice (República Checa) | Medalla de plata   | C4 1000 m          |
| Campeonato Europeo |                          |                    |                    |
| Año                | Lugar                    | Medalla            | Competición        |
| 2017               | Plovdiv (Bulgaria)       | Medalla de oro     | C4 1000 m          |